# José Antonio Plá
José Antonio Plá (Rosario, 7 settembre 1945) è un ex calciatore argentino.

## Carriera
Gioca nella Primera División 1966 in forza al Boca Juniors, squadra con cui esordisce nella massima argentina il 15 maggio 1966 nel pareggio casalingo contro Colón (SF). Benché fosse stato considerato l'erede di Antonio Rattín con il Boca giocò solo quattro incontri, ottenendo il terzo posto finale, e non fu riconfermato.
Nell'estate 1967 si trasferisce negli Stati Uniti d'America per divenire giocatore del New York Generals. Con i Generals ottiene il terzo posto dell'Eastern Division della NPSL.
Nel 1968 torna in patria per giocare nell'Argentinos Juniors, società con cui gioca quattro stagioni nella massima serie argentina.
Nella stagione 1972 è in forza ai colombiani dell'América de Cali, mentre l'anno seguente gioca con i peruviani all'Universitario.
Nella stagione 1974 torna in Colombia per giocare con il Deportivo Cali, con cui vince il torneo. Nei due anni seguenti rimane in Colombia per giocare nel Deportivo Pereira.
Nel 1977 chiude la carriera in patria con i cadetti del Central Córdoba (R).

## Palmarès
- Campionato colombiano: 1

Deportivo Cali: 1974